# Dingko Singh
Pour les articles homonymes, voir Singh.
Ngangom Dingko Singh (en hindi : ডিঙ্গকো সিং) est un boxeur indien né le 1er janvier 1979 à Sekta et mort le 10 juin 2021 dans la même ville.

## Biographie
Dingko Singh remporte la médaille d'or dans la catégorie des poids coqs aux Jeux asiatiques de 1998 à Bangkok.
Il reçoit en 2013 le Padma Shri. 
Il est diagnostiqué d'un cancer du foie en 2017. En 2020, il est testé positif au Covid-19 mais s'en rétablit. Il meurt des suites de son cancer le 9 juin 2021 à l'âge de 42 ans.